# Miloslav Kabeláč
Miloslav Kabeláč (født 1. august 1908 i Prag Tjekkiet - død 17. september 1979) var en tjekkisk komponist og dirigent.
Kabelac var en af de ledende symfonikere i den moderne tjekkiske musik. Han har skrevet 8 symfonier, orkesterværker, kammermusik, klaverstykker, korværker,kantater etc.
Han studerede på Prags Musikkonservatorium (1928-1931) hos bl.a. komponisten Alois Hába. Kableac var lærer i komposition på Prags Musikkonservatorium (1957-1968).

## Udvalgte værker
- Symfoni nr. 1 (1941-1941) - for slagtøj og strygerorkester
- Symfoni nr. 2 (1942-1946) - for stort orkester
- Symfoni nr. 3 (1948-1957) - for orgel, blæsere og pauker
- Symfoni nr. 4 (1954-1958) - for kammerorkester
- Symfoni nr. 5 "Dramatisk" (1959-1960) - for sopran og orkester
- Symfoni nr. 6 "Koncertante" (1961-1962) - for klarinet og orkester
- Symfoni nr. 7 (1967-1968) - for fortæller og orkester
- Symfoni nr. 8 "Antifonier" (1970) - for sopran, orgel, slagtøj og blandet kor
- "Tidens mysterium" (1953-1957) - (Passacaglia) for stort orkester
- "Metamorfoser" 2 (1979) - for klaver og orkester
- "Hamlet improvisation" (1962-1963) - for stort orkester
- "7 kompositioner" (1944-1947) - for klaver
- "Lette Preludier" (1955) - for klaver
- "8 Inventioner" (1962-1963) - for slagtøj